# Heilige-Kruisverheffingskerk (Wenduine)

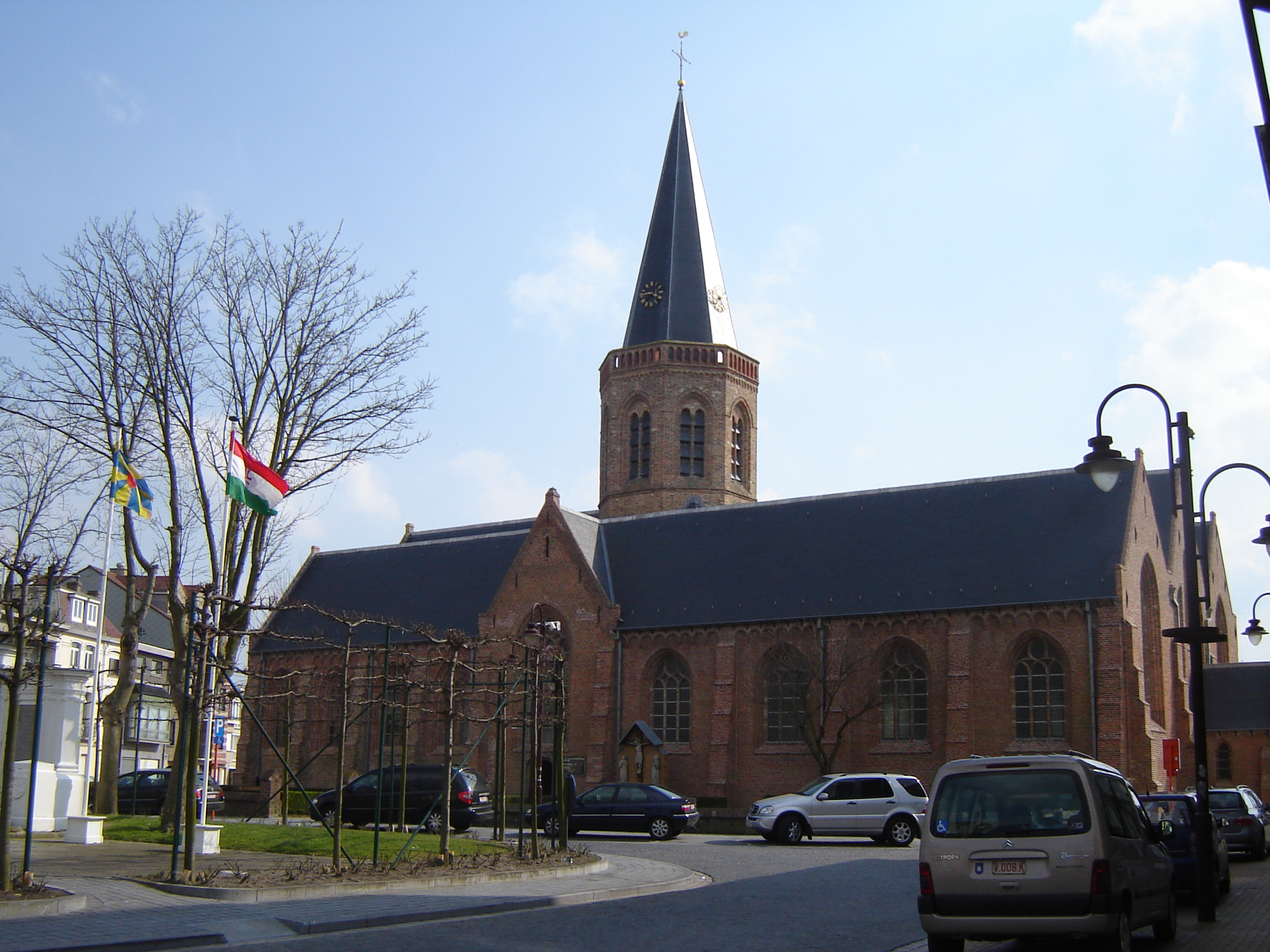
Heilige Kruisverheffingskerk, zijaangezicht

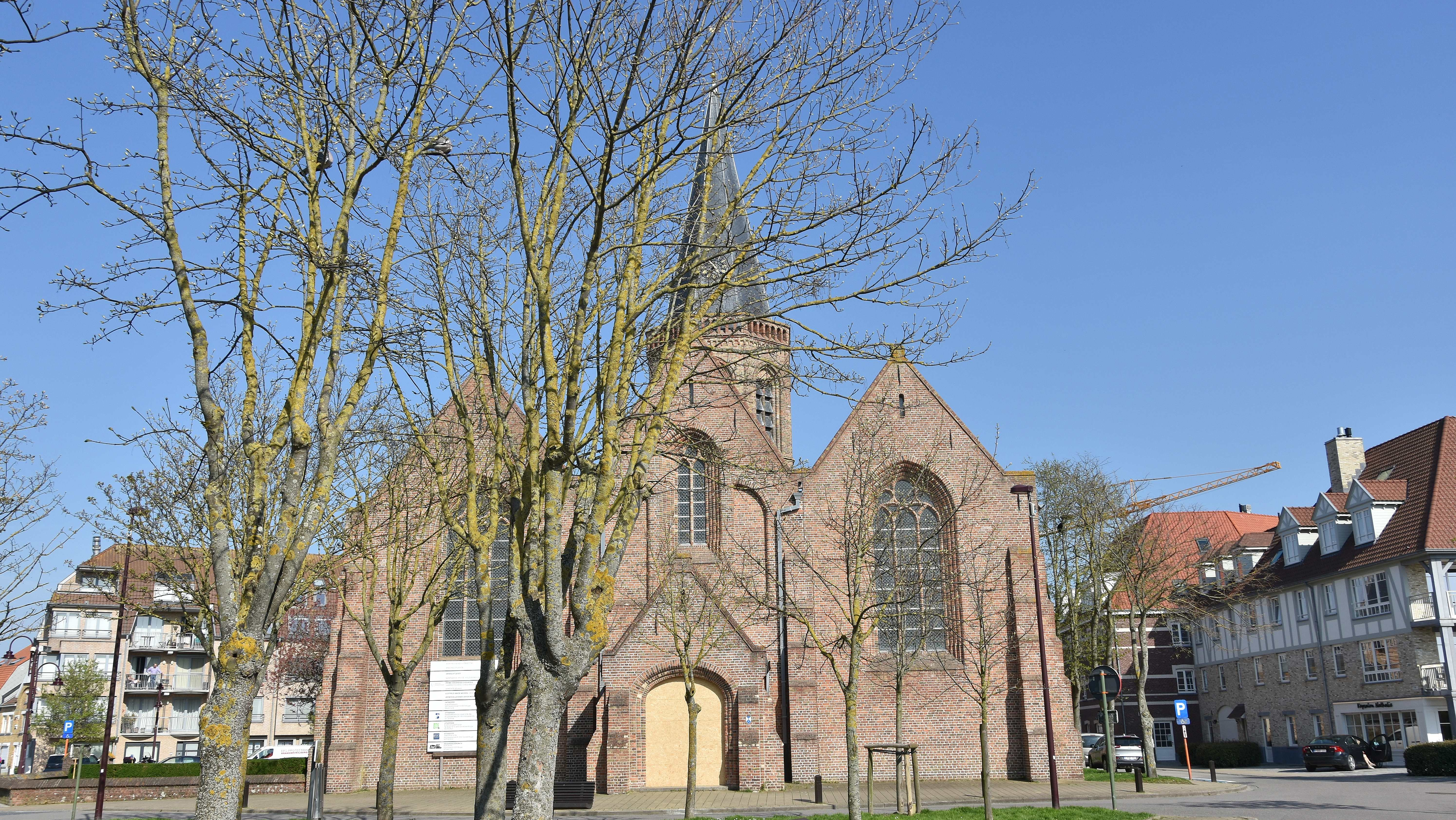
Heilige Kruisverheffingskerk

De Heilige-Kruisverheffingskerk is de parochiekerk van de tot de West-Vlaamse gemeente De Haan behorende plaats Wenduine, gelegen aan de Kerkstraat 87.

## Geschiedenis
In 1135 werd voor het eerst melding gemaakt van een kapel in Wenduine, afhankelijk van de parochie van Uitkerke. Omstreeks 1185 werd deze kapel tot parochiekerk verheven. In een deel van de huidige kerk zijn nog restanten van deze oude kerk aanwezig, namelijk in het zuidkoor en in de onderbouw van de toren. De kerk werd verbouwd in de eerste helft van de 13e eeuw. Omstreeks 1290 werd de kerk uitgebreid met zijbeuken en zijkoren. De achtkante toren werd nu een ingebouwde vieringtoren.
In 1546-1547 werd de toren, die tevens dienstdeed als baken voor de scheepvaart, verhoogd. In 1555 was er sprake van twee zijkoren, één aan Onze-Lieve-Vrouw gewijd en één aan het Heilig Kruis. In 1566 werd de kerk geteisterd door de Beeldenstorm en raakte vernield. Het kruiskoor ging fungeren als protestantse kerk. Ook daar kwam een einde aan, ten gevolge van de heroveringen door Parma. In 1607 werd de kerk door het leger als paardenstalling gebruikt. Vanaf 1609 begon het herstel van de kerk. Omdat het aantal parochianen sterk was verminderd, werd tot een kleinere kerk besloten. Het herstel duurde enkele decennia. In 1652 kwam het hoofdkoor gereed, daarna het noordkoor en in 1654 het zuidkoor.
De kerk was echter verkleind en de vieringtoren stond nu voor de kerk. In 1719 werd het in onbruik geraakte westelijk deel van de kerk afgebroken. Nadat, omstreeks 1900, Wenduine zich tot badplaats had ontwikkeld was het aantal kerkgangers sterk toegenomen. In 1906 werd, naar ontwerp van Alphonse Depauw, een nieuw westelijk gedeelte van de kerk gebouwd en de toren oogde toen weer als vieringtoren. In 1929 werd het kerkhof opgeheven.

## Gebouw
De huidige kerk is een driebeukige hallenkerk met pseudotransept en achtkante vieringtoren. Het gebouw heeft een rechthoekige plattegrond.

## Interieur
De kerk bezit een preekstoel in rococostijl, midden 18e eeuw, vervaardigd door Jacobus Lauwerys. Een muurtabernakel is mogelijk 16e-eeuws. Het houten tochtportaal is van 1643 en ontworpen door F. de Corte. Er is een kruisbeeld uit de 17e eeuw. De doopkapel heeft vloertegels die bij opgravingen werden teruggevonden en tot de oudere kerken hebben behoord.

## Galerij

Interieur
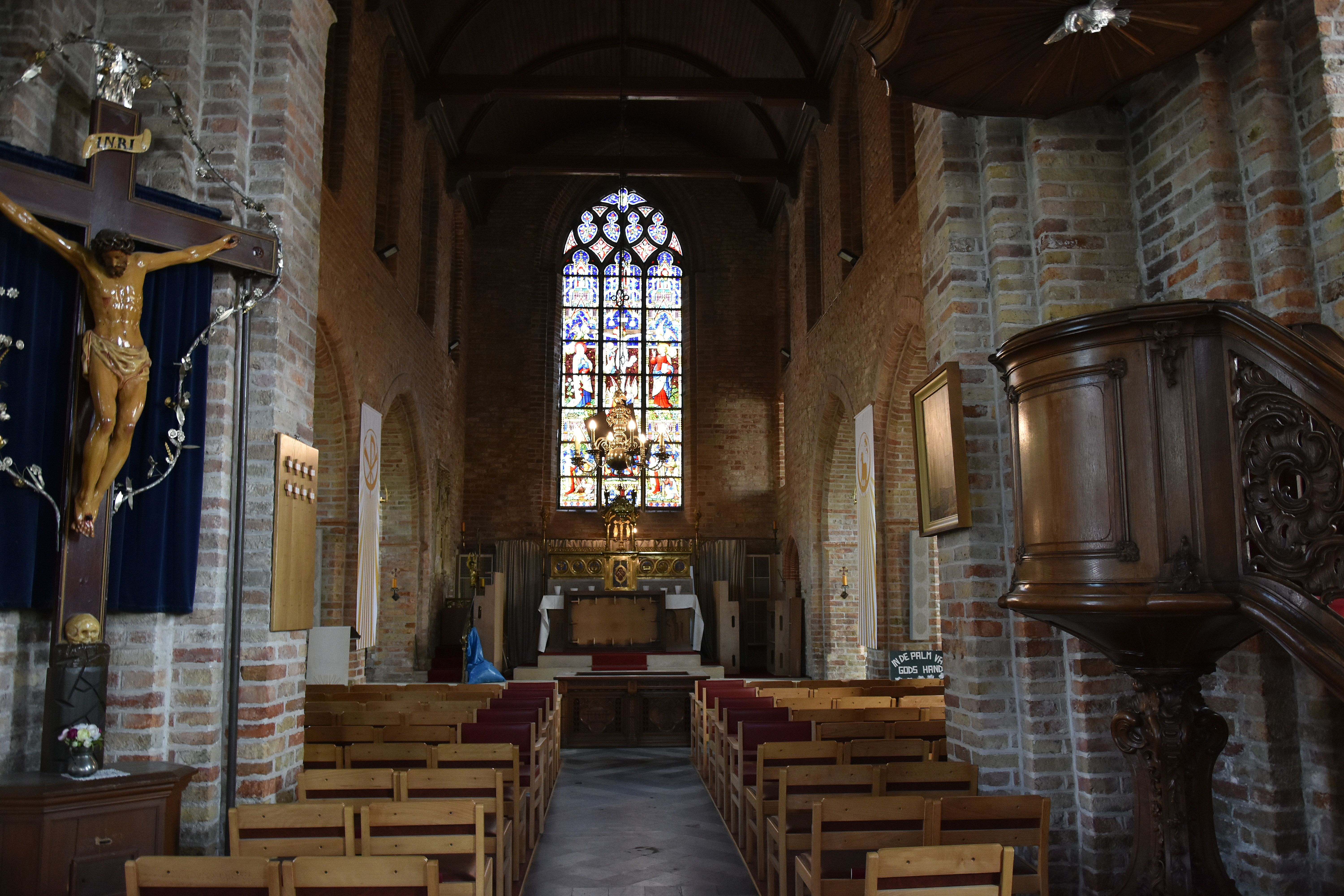
Het koor
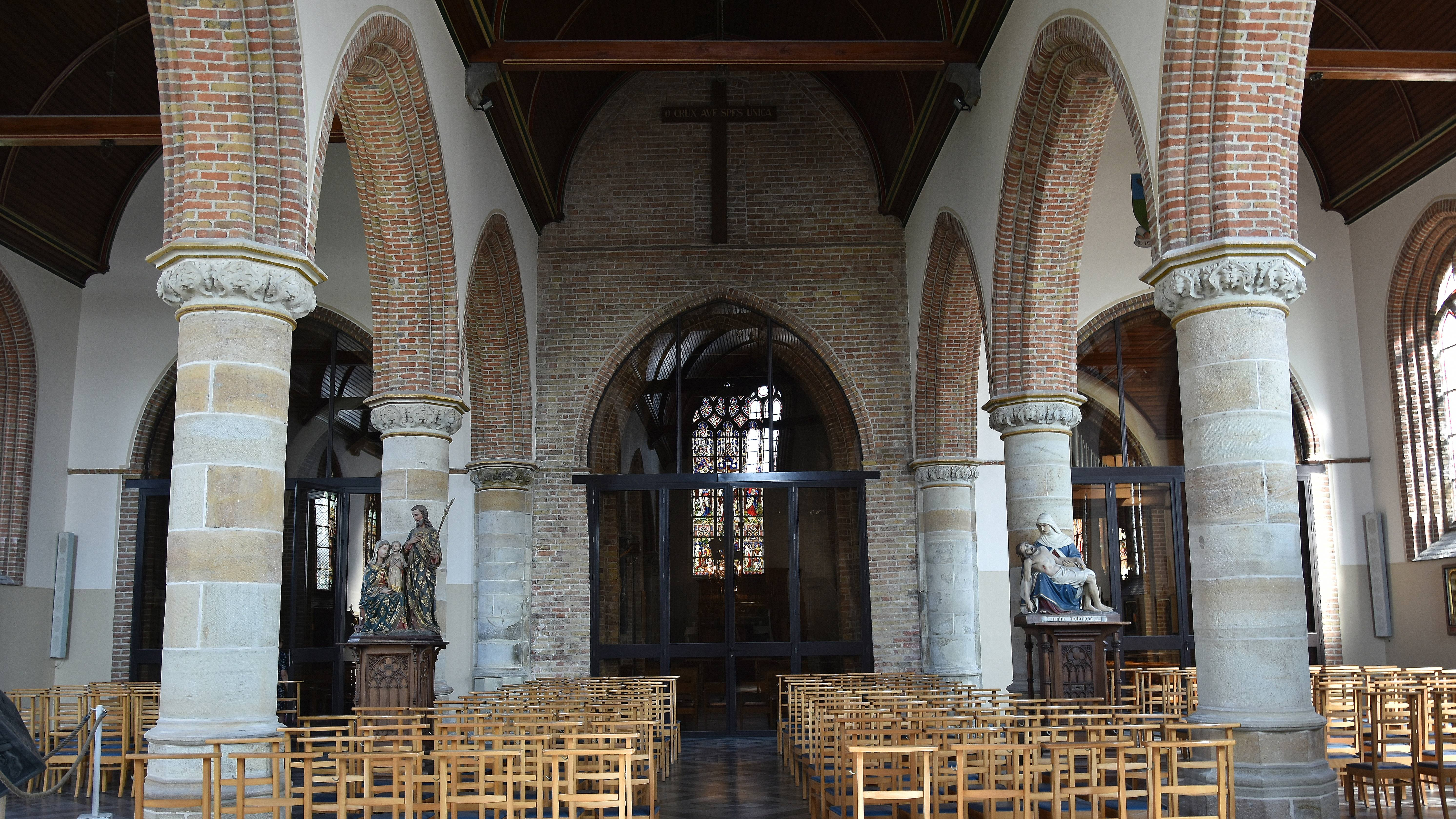
Het kerkschip
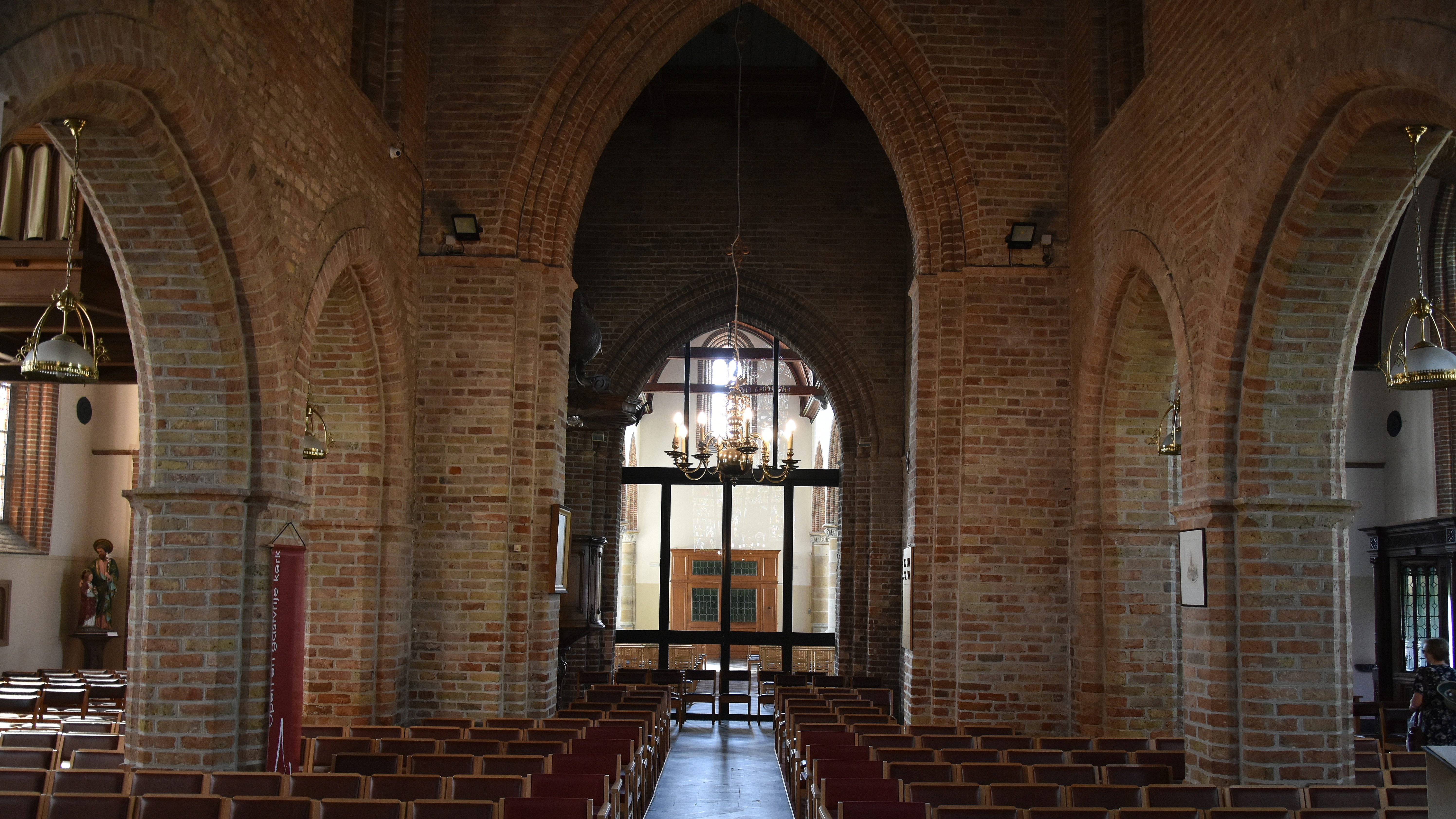
De achterzijde van het kerkschip